# مینورو تاکاسه
مینورو تاکاسه (انگلیسی: Minoru Takase; ۱۳ دسامبر ۱۸۹۰ – ۱۹ نوامبر ۱۹۴۷) بازیگر، و کمدین اهل ژاپن بود.